# Blackbird (film, 2019)
Pour les articles homonymes, voir Blackbird.
Pour plus de détails, voir Fiche technique et Distribution.
Blackbird est un drame américain réalisé par Roger Michell, sorti en 2019. Il s'agit d'un remake du film danois Stille hjerte de Bille August sorti en 2014.
Il est présenté au festival international du film de Toronto 2019.

## Synopsis
Lily (Susan Sarandon) et son mari Paul (Sam Neill), décident de réunir enfants et petits-enfants pour un week-end dans leur maison de campagne. Trois générations d’une même famille se retrouvent, avec Jennifer (Kate Winslet), l’aînée, son mari Michael et leur fils de 15 ans, Jonathan, mais aussi Anna (Mia Wasikowska), la cadette, venue avec Chris, sa compagne. En fait, cette réunion de famille a un but bien particulier : atteinte d'une maladie dégénérative incurable, Lily refuse de subir une fin de vie avilissante et décide de prendre son destin en main. Mais tout le monde n’accepte pas cette décision. Non-dits et secrets remontent à la surface, mettant à l’épreuve et redessinant tous les liens qui unissent les membres de cette famille, alors que le temps des adieux approche.

## Fiche technique
- Titre original : Blackbird
- Réalisation : Roger Michell
- Scénario : Christian Torpe, d'après son propre scénario
- Direction artistique : Richard Usher
- Décors : John Paul Kelly
- Costumes : Dinah Collin
- Montage : Kristina Hetherington
- Musique : Peter Gregson
- Photographie : Mike Eley
- Producteurs : David Bernardi, Sherryl Clark et Robert Van Norden
  - Producteurs exécutifs : Justin Begnaud, Raja Collins, Boaz Davidson, Alice Dawson, Mike Donovan, Andrey Georgiev, Jeffrey Greenstein, Avi Lerner, Bryan Lord, Gisella Marengo, Heidi Jo Markel, Lonnie Ramati, Trevor Short et Jonathan Yunger
- Sociétés de production : Busted Shark Productions, Eclectic Pictures, SF Studios Production, Magna Entertainment et Millennium Media
- Société de distribution : Screen Media Films (États-Unis), Metropolitan FilmExport (France)
- Pays d'origine :  États-Unis
- Langue originale : anglais
- Format : couleur - 2.35:1
- Genre : drame
- Dates de sortie :
  - Canada : 6 septembre 2019 (Festival de Toronto)
  - États-Unis : 18 septembre 2020 (sortie limitée et en VOD)[1]
  - France : 23 septembre 2020
- Classifications :
  -  MPAA[2] : R - Restricted (certificat no 52164)
  -  Mention CNC[3] : tous publics, art et essai (visa d'exploitation no 153619 délivré le 22 septembre 2020)

## Distribution
- Susan Sarandon (VF : Béatrice Delfe) : Lily
- Kate Winslet (VF : Anneliese Fromont) : Jennifer, fille ainée de Lily et Paul
- Mia Wasikowska (VF : Karine Foviau) : Anna, fille cadette de Lily et Paul
- Sam Neill (VF : Hervé Bellon) : Paul, mari de Lily
- Rainn Wilson (VF : Vincent de Boüard) : Michael, mari de Jennifer
- Bex Taylor-Klaus (VF : Angèle Humeau) : Chris, petite-amie d'Anna
- Lindsay Duncan (VF : Annie Sinigalia) : Liz, amie de Lily
- Anson Boon (VF : Martin Faliu) : Jonathan, fils de Jennifer et Michael

Galerie des acteurs principaux
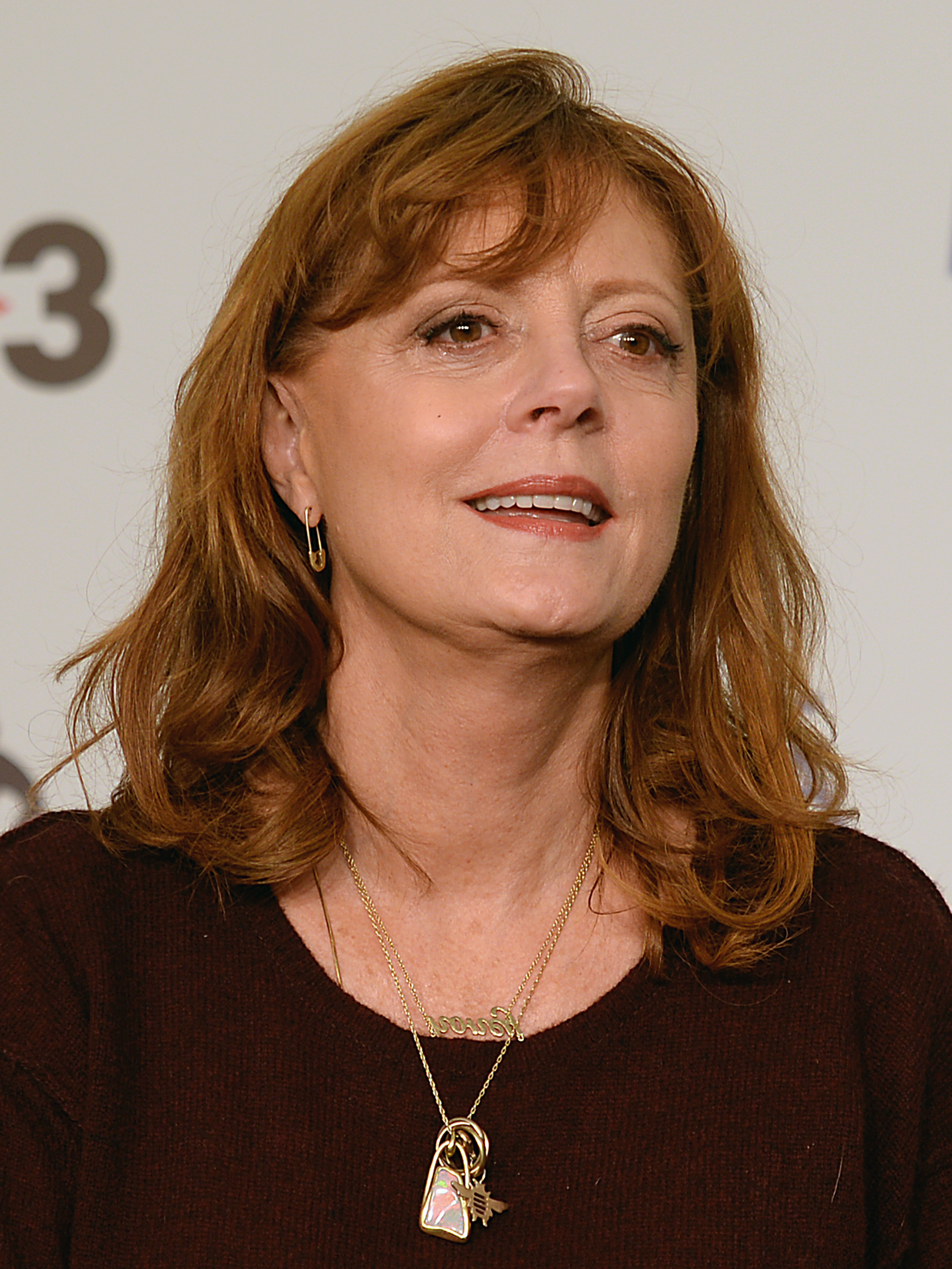
Susan Sarandon
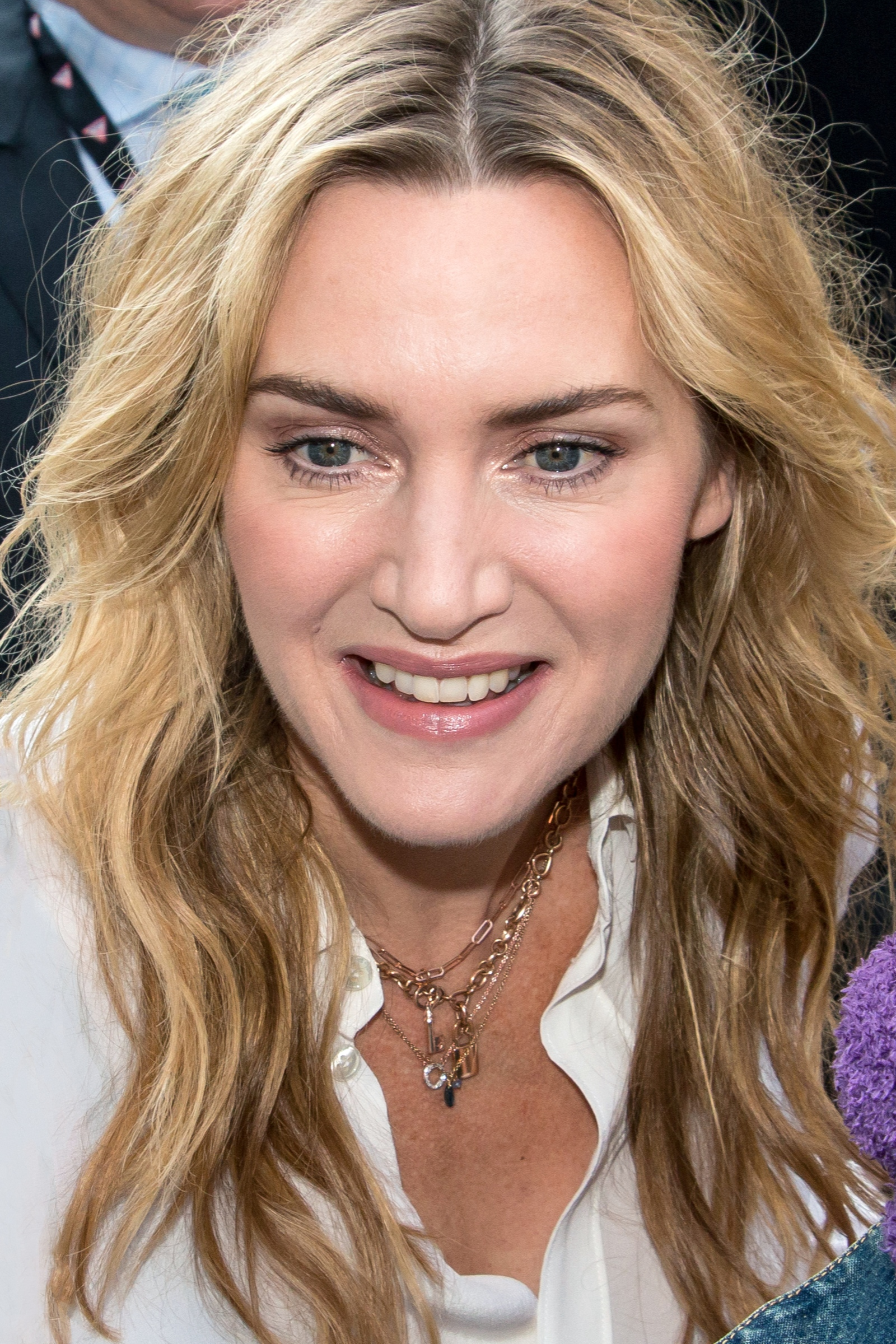
Kate Winslet
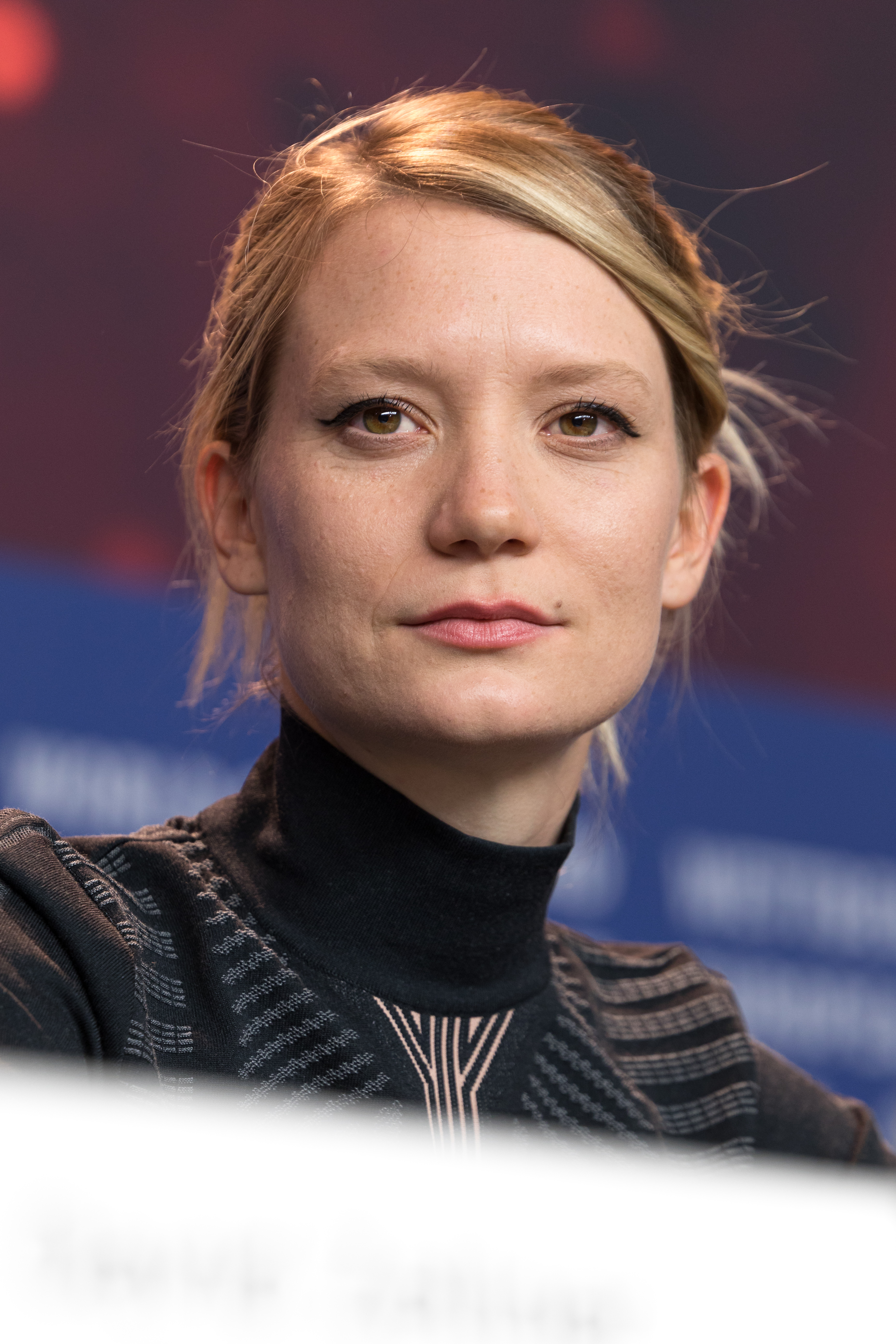
Mia Wasikowska
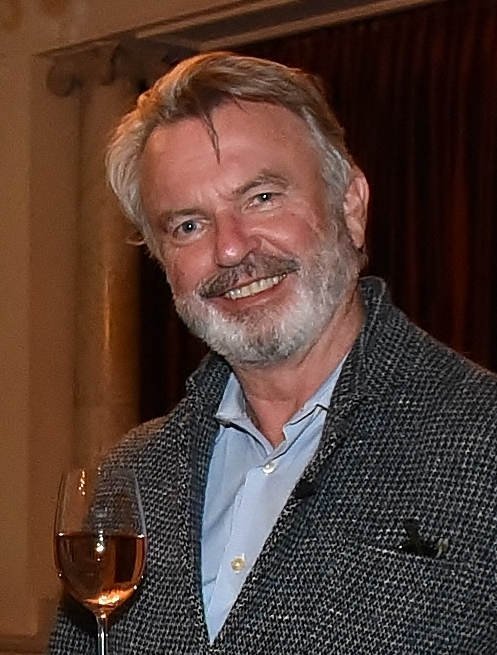
Sam Neill
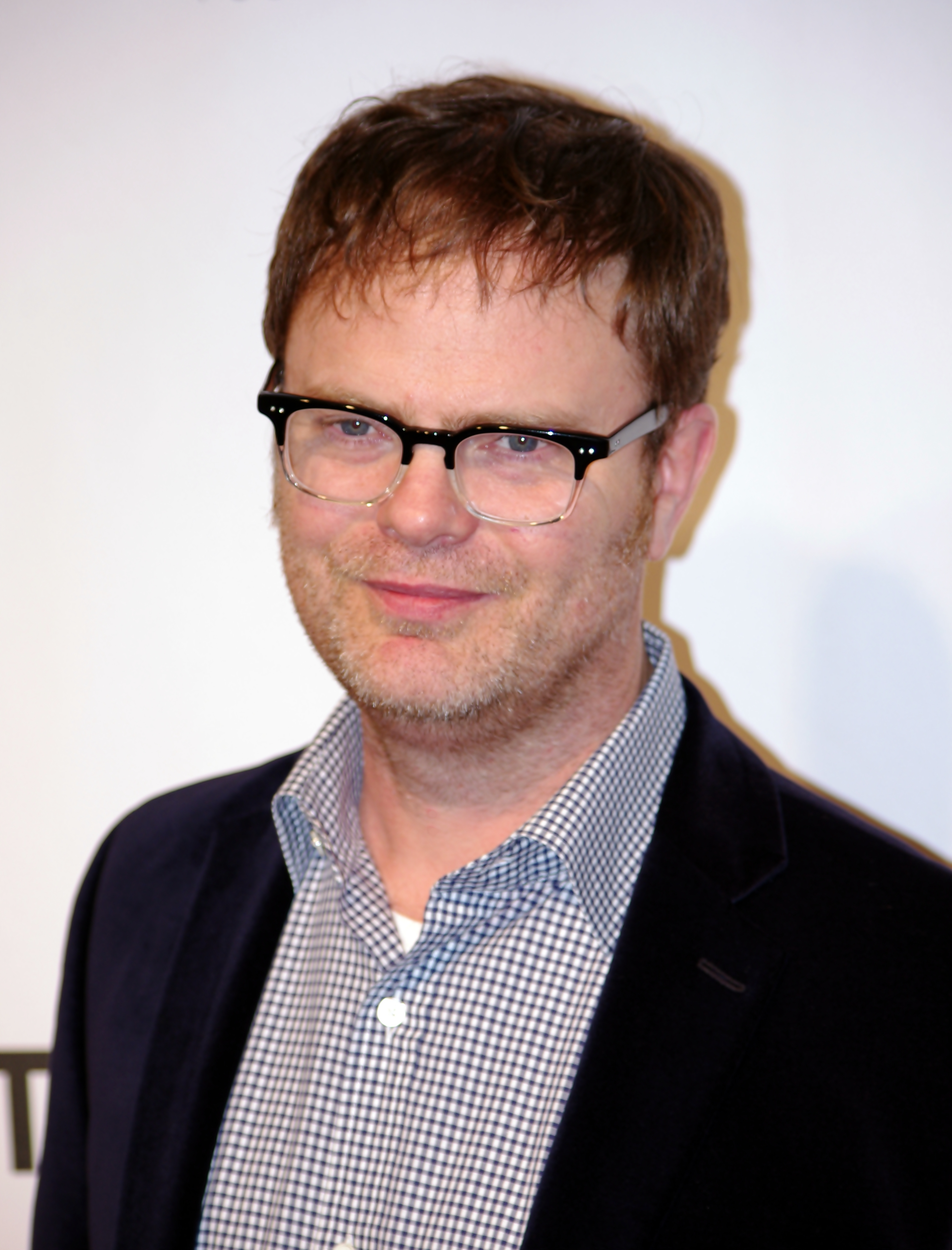
Rainn Wilson
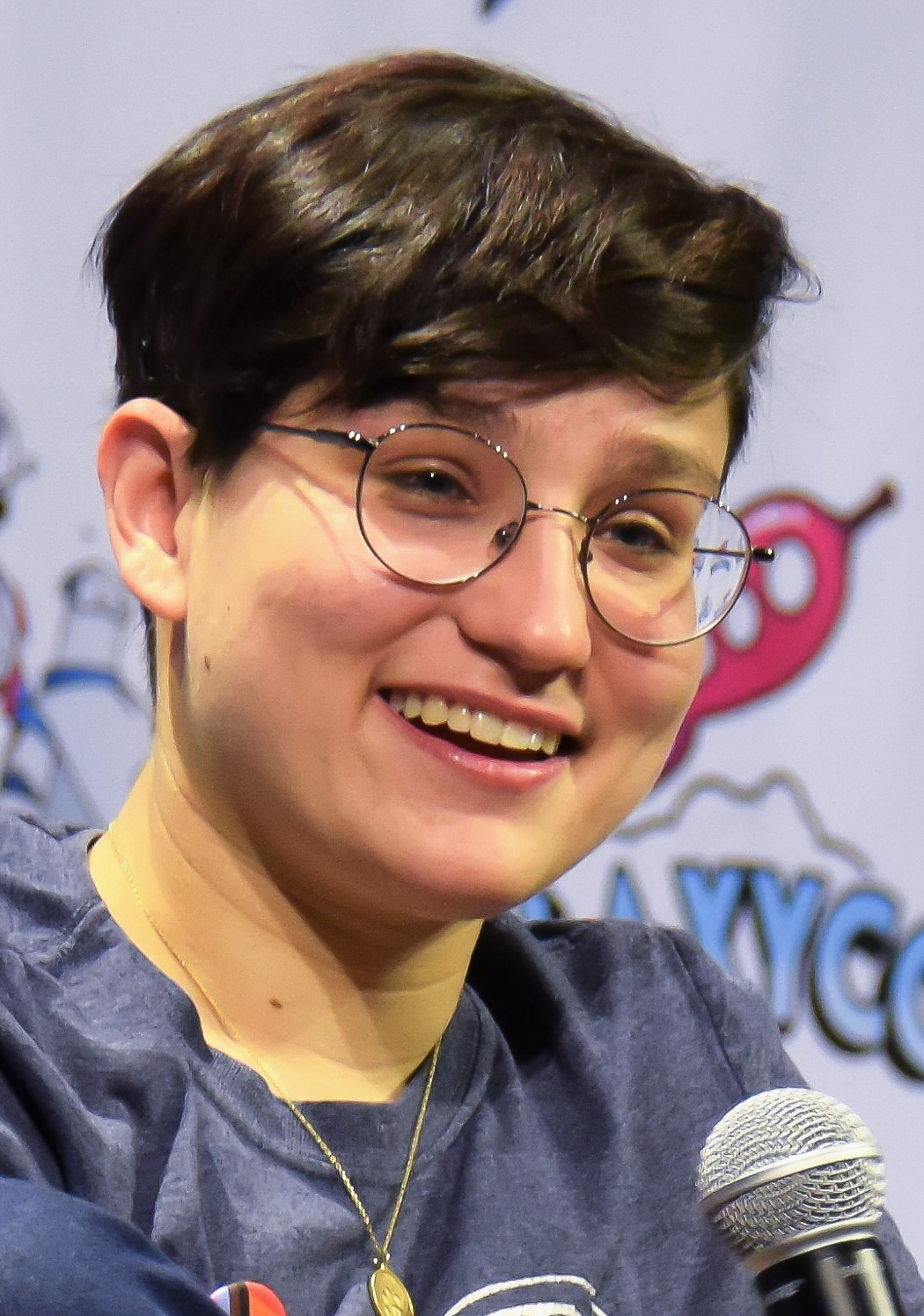
Bex Taylor-Klaus
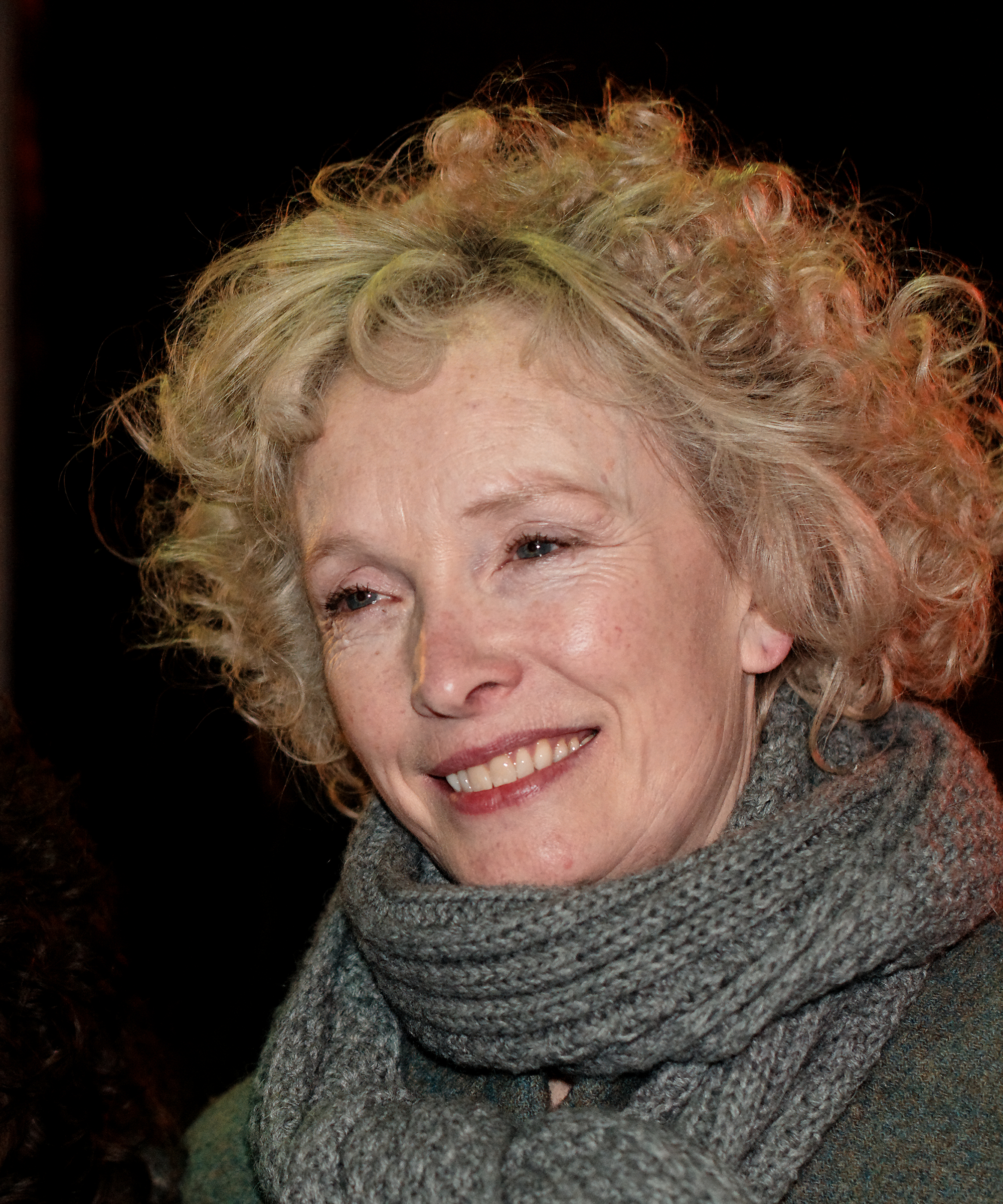
Lindsay Duncan

 Source et légende : version française (VF) sur RS Doublage et selon le carton de doublage lors de sa diffusion TV.

## Production

### Développement et choix des interprètes
L'origine de Blackbird vient d'une rencontre entre la productrice Sheryl Clark et le scénariste Christian Torpe. Ce dernier, travaillant sur l'adaptation américaine du film danois Stille hjerte, dont il est également l'auteur. Torpe envoie à Clark le script et la productrice se montre « bouleversée par l'histoire de cette famille qui se bat contre la décision prise par la mère de choisir sa fin de vie des suites de la maladie de Charcot ». Clark demande au réalisateur Roger Michell, avec lequel elle a travaillé sur Morning Glory, pour mettre en scène le film, ce qu'il accepte d'emblée.
La première actrice à se joindre au casting est Kate Winslet, qui avait déjà tournée avec Roger Michell pour une publicité American Express. Attirée par l'histoire, l'actrice britannique, qui incarne Jennifer, la fille aînée de Lily, était déjà touchée par le deuil dix-huit mois avant le début de tournage, après le décès de sa mère des suites d'un cancer,. Winslet expliquera avoir eu du mal à reprendre le travail après la perte de sa mère et avoir été éprouvée par « un chagrin particulièrement profond »,, tout en disant être « passée par tout ce que les personnages traversent » et sachant « ce que cela signifie d’être une famille qui vit quelque chose d’aussi dévastateur que la perte d'une mère ». Elle apprécie également le fait que Michell ait « apporté beaucoup d'humour à l'histoire et n'a pas versé dans le sentimentalisme ».
Ensuite, Sheryl Clark prend contact avec l'agent de Susan Sarandon pour le rôle de Lily, après avoir envisagée un temps Diane Keaton, qui a du renoncer en raison d'un conflit d'horaire. Selon Clark, le script, envoyé par mail, a été imprimé à New York pour être apporté par coursier en vélo à l'appartement de Sarandon, qui en peu de temps a signé pour jouer dans le long-métrage. Plus tard, Mia Wasikowska et Sam Neill intègrent le casting pour les rôles de Anna et Paul, fille cadette et mari de Lily, bientôt suivi par Rainn Wilson dans le rôle du mari de Jennifer, qui, sous le ton de la plaisanterie, déclarera avoir accepté de tourner dans le film, après avoir découvert qu'il aurait une scène de sexe avec Winslet.
Initialement, le personnage de Chris était un homme de trente-deux ans, avant que le scénario soit retravaillé pour s'adapter à son interprète, Bex Taylor-Klaus, qui est une personne non-binaire. Klaus déclarera avoir envoyé un SMS à Michell pour le remercier de lui offrir « une formidable opportunité ». Le rôle du fils de Jennifer est tenu par Anson Boon, dont c'est l'un des premiers rôles importants, tandis que celui de l'amie de Lily est tenue par Lindsay Duncan.

### Tournage
Bien que l'action du film se déroule intégralement dans une maison sur la côte Est des États-Unis, le tournage de Blackbird s'est déroulé à West Wittering, dans le West Sussex, en Angleterre,, entre octobre et novembre 2018,. Alors que Michell cherchait dans toute l'Angleterre une maison qui pourrait également se trouver sur la côte Est américaine, Winslet lui a suggéré une maison située juste à côté de chez elle. Après une visite sur les lieux, Michell a été captivé par l'esthétique, tandis que Winslet est parvenue à convaincre les propriétaires de louer la maison pour les besoins de la production.
Cinq jours de répétitions ont été nécessaires avant le début du tournage. Selon Wasikowska, les répétitions consistaient à apprendre à se connaître et à comprendre le matériel, ajoutant que c'était comme s'ils étaient installés rapidement dans cette dynamique familiale. Afin de faciliter le travail des acteurs, Michell a pris la décision inhabituelle de tourner le film dans l'ordre chronologique. Durant le tournage, le casting a formé un lien très étroit à tel point que plusieurs membres de la distribution et de l'équipe se font fait tatouer un merle - en référence au titre du film - lors du dernier jour du tournage.

## Accueil

### Critique
Dans les pays anglophones, le long-métrage obtient un accueil mitigé de la part des critiques. Le site Rotten Tomatoes lui attribue un taux d'approbation de 63% pour cent-quatre commentaires collectés, tandis qu'il obtient un score de 53/100 sur le site Metacritic, sur la base de dix-huit critiques collectées.
En France, le site Allociné recense une moyenne des critiques presse de 3,4⁄5, sur un total de 28 critiques presse.
Selon Catherine Balle du journal Le Parisien, « Susan Sarandon est somptueuse dans ce film funèbre et doux sur l’ultime réunion de famille d’une vieille dame condamnée par la maladie. ».
Pour Corinne Renou-Nativel du quotidien La Croix, « Ce film éprouvant recèle des moments délicats. (... ) Mais la mise en scène très américaine de tous les instants de la vie par les personnages eux-mêmes, ici avec le souci de se montrer en famille forcément unie, ne correspond pas nécessairement à nos sensibilités françaises. ».

### Box-office
| Pays ou région | Box-office     | Date d'arrêt du box-office | Nombre de semaines |
| -------------- | -------------- | -------------------------- | ------------------ |
| France,        | 96 363 entrées | 28 octobre 2020            | 6                  |
| Mondial        | 1 826 670 $    | 8 août 2021                | —                  |

Sorti en France cinq jours après une exploitation en vidéo à la demande sur le territoire américain dans un contexte marqué par la pandémie de Covid-19, Blackbird prend la troisième place du meilleur premier jour pour une nouveauté avec 4 102 entrées, dont 31 en avant-première sur 331 copies, soit une moyenne de 14 entrées par copies. Sur Paris, le film démarre avec 1 516 entrées lors de sa première journée en salles sur 46 copies. En première semaine d'exploitation, Blackbird prend la neuvième place du box-office avec 47 384 entrées (soit une moyenne de 143 entrées sur les 331 copies diffusées), mais chute à la treizième place la semaine suivante avec 26 737 entrées (soit une baisse de 43,5%), soit un cumul de 74 121 entrées. En troisième semaine, le film enregistre environ 14 000 entrées supplémentaires, pour un total avoisinant les 88 000 entrées. Le long-métrage voit son exploitation se terminer avec plus de 96 000 entrées au moment où le second confinement vient d'être instauré le 30 octobre 2020, fermant les salles de cinéma durant près de sept mois, jusqu'en mai 2021.
À l'international, le film rapporte plus de 1,8 million de $ de recettes, réalisant ses meilleurs résultats en France (771 269 $) et en Australie (595 070 $).

## Distinctions

### Récompense
- Festival du film de Mill Valley 2019 : U.S. Cinema Indie

### Nominations
- Festival international du film de Toronto 2019 : Sélection officielle « Gala Presentations »
- Festival international du film de Saint-Sébastien 2019 : En compétition pour la Coquille d'or et film d'ouverture